# 骆隆森
骆隆森（1942年—），四川金堂人，汉族，中华人民共和国政治人物、第十一届全国人民代表大会四川地区代表。
毕业于西南师范学院数学专业，是中共党员。担任四川省成都市人大常委会原主任。2008年起担任全国人大代表。